# Predappio
Predappio ist eine Stadt (seit 2006) mit 6284 Einwohnern (Stand 31. Dezember 2023) in der italienischen Region Emilia-Romagna. Die Gemeinde ist wahrscheinlich nach der römischen Familie der Appi benannt.

## Geschichte
In der faschistischen Zeit entwickelte sich um den Geburtsort Benito Mussolinis, Dovia, einen Vorort von Predappio, eine neue Siedlung, Predappio Nuova (Neu-Predappio), die im Laufe der Zeit den Namen Predappio bekam, während das alte, kurz vorher von einer Mure stark zerstörte Predappio zu Predappio Alta (Oberpredappio) wurde.
Es gibt in Predappio einen umfangreichen Handel mit faschistischen Devotionalien aller Art. Dieser ist nicht fest in Ladenlokalen niedergelassen, sondern erfolgt bei Besucherandrang unter freiem Himmel. Verkauft werden auch die in ganz Italien meist nur im Straßenbuchhandel erhältlichen Bücher, die diffuse Sympathien für den italienischen Faschismus und die NS-Diktatur erkennen lassen. Jährlich kommen rund 200.000 Besucher in den Ort. Es sind zumeist Tagestouristen ohne politische Absichten, aber auch Besucher, die für den Ausflug eine nostalgische Motivation haben.

## Lage und Daten
Die Ortsteile sind Baccanello, Dovia, Fiumana (selbständige Gemeinde bis 1925), Marsignano, Montemaggiore, Predappio Alta (bis 1927 Sitz der Gemeindeverwaltung), San Cassiano, San Savino, Sant’Agostino, Santa Marina, Tontola und Trivella. Die Nachbargemeinden sind Castrocaro Terme e Terra del Sole, Civitella di Romagna, Dovadola, Forlì, Galeata, Meldola und Rocca San Casciano.

## Sehenswürdigkeiten
- Die Romanische Kirche Sant’Agostino mit großteils zerstörten Fresken
- Die durch mehrere Erdbeben zerstörte Kirche San Cassiano in Pennino risalente
- Das Geburtshaus Benito Mussolinis ist ein Anziehungspunkt für Alt- und Neofaschisten sowohl aus Italien als auch darüber hinaus.

## Partnerstädte
- Deutschland: Breuna, seit 2003
- Ungarn: Kenderes, seit 2003

## Persönlichkeiten
- Benito Mussolini (1883–1945), Politiker, Diktator Italiens von 1925 bis 1943
- Arnaldo Mussolini (1885–1931), Journalist und Politiker, Bruder von Benito Mussolini
- Rachele Mussolini, geb. Guidi (1890–1979), Ehefrau von Benito Mussolini
- Antonio Piolanti (1911–2001), römisch-katholischer Dogmatiker und Thomist
- Andrea Emiliani (1931–2019), Kunsthistoriker und Kenner mittelalterlicher Malerei